# ジェイソン・ロジャース (野球)
ジェイソン・ダグラス・ロジャース（Jason Douglas Rogers , 1988年3月13日 - ）は、アメリカ合衆国ジョージア州フルトン郡イーストポイント出身のプロ野球選手（内野手）。右投右打。現在は、フリーエージェント（FA）。愛称は「パンダ（Panda）」。

## 経歴

### プロ入りとブルワーズ時代
2010年のMLBドラフトでミルウォーキー・ブルワーズから32巡目（全体969位）指名され、プロ入り。この年は傘下のルーキー級アリゾナリーグ・ブルワーズでプレーし、42試合に出場して打率.281・3本塁打・32打点・5盗塁の成績を残した。
2011年はパイオニアリーグのルーキー級ヘレナ・ブルワーズとA級ウィスコンシン・ティンバーラトラーズでプレーし、2球団合計で71試合に出場して打率.277・7本塁打・40打点・6盗塁の成績を残した。
2012年はA級ウィスコンシンとA+級ブレバード・カウンティ・マナティーズでプレーし、2球団合計で133試合に出場して打率.301・11本塁打・66打点・12盗塁の成績を残した。
2013年はAA級ハンツビル・スターズでプレーし、133試合に出場して打率.270・22本塁打・87打点・7盗塁の成績で、球団最優秀マイナー選手に選出された。オフの11月20日に40人枠入りした。
2014年はAA級ハンツビルとAAA級ナッシュビル・サウンズでプレーし、2球団合計で134試合に出場して打率.296・18本塁打・82打点・5盗塁の成績を残した。ロースターが拡大された9月にメジャー初昇格を果たし、メジャーデビューとなった2日のシカゴ・カブス戦での初打席で二塁打を放った。この年メジャーでは8試合に出場した。
2015年はAAA級コロラドスプリングス・スカイソックスで開幕を迎えた。4月17日に昇格。5月9日のカブス戦ではフィル・コークからメジャー初本塁打を放った。この年は86試合に出場し、打率.296・4本塁打・16打点の成績を残した。

### パイレーツ時代
2015年12月17日にキーオン・ブロクストンとトレイ・スーパックとのトレードで、ピッツバーグ・パイレーツへ移籍した。
2016年は23試合の出場に留まり、打率.080・2打点・OPS0.463だった。守備面では一塁手を5試合と三塁手を4試合で守り、それぞれDRSはいずれも0・UZRは - 0.1と0を記録した。なお同年、マイナーではAAA級インディアナポリス・インディアンスに所属。105試合の出場で打率.263・6本塁打・40打点・1盗塁・OPS0.709を記録した。オフの12月23日にDFAとなり、2017年1月6日にAAA級インディアナポリスへ配属された。

### 阪神時代
2017年7月1日に阪神タイガースが1年契約を結んだ。背番号は48で、推定年俸は30万ドル。チームに右の長距離打者が不足していることや、エリック・キャンベルが一軍へ昇格する前の5月中旬から一軍の打線が深刻な得点力不足に喘いでいたことなども相まって、レギュラーが固定されていない一塁手としての起用を前提にロジャースの獲得へ踏み切った。契約後は、ウエスタン・リーグ公式戦への調整出場を経て、7月18日にNPB移籍後初の出場選手登録。この年から打線の中軸を担ってきた左打者の糸井嘉男が前日（17日）の対広島東洋カープ戦（阪神甲子園球場）で右脇腹を痛めたことによる緊急措置でもあったことから、登録初日に催された同カードで「3番・一塁手」としてスタメンで一軍デビューを果たすと、8回裏1死満塁で迎えた第4打席で中﨑翔太からの2点適時打によって一軍初安打・初打点を記録した。7月21日の対東京ヤクルトスワローズ戦（明治神宮野球場）では、4回表の第2打席で来日初本塁打をデービッド・ブキャナンからの2点本塁打で記録すると、6回表の第3打席でもブキャナンから2点本塁打を放った。さらに、7月23日の同カードから一軍公式戦における阪神打線通算100代目の4番打者に起用されると、7月26日の対横浜DeNAベイスターズ戦では本拠地の甲子園球場における初本塁打を3号ソロ本塁打で記録した。しかし、8月の長期ロード中から打撃不振に陥ると、新人の大山悠輔が「4番・一塁手」としてスタメンに抜擢された影響で出場機会が減少。9月10日にいったん出場選手登録を抹消されたが、「5番・一塁手」としてスタメンで一軍に復帰した9月23日の対ヤクルト戦（神宮）では、第2打席の5号2点本塁打を皮切りに3打席連続安打で猛打賞を達成した。その後の2試合にも4番打者へ起用されたが、通算で6打数1安打に終わったことから、9月26日に登録を再び抹消された。なお、抹消後の9月30日には、一軍のセントラル・リーグ（セ・リーグ）レギュラーシーズン2位とクライマックスシリーズ進出が確定。しかし、セ・リーグ公式戦の残り試合やポストシーズンの試合へ出場する予定がないことから、レギュラーシーズン終了直前の10月3日にアメリカへ帰国した。オフの11月30日にNPBに提出する保留者名簿が期限を迎え、ルイス・メンドーサ、ロマン・メンデス、キャンベルとロジャースの4選手の退団が確定。12月2日に自由契約公示された。

### 阪神退団後
2018年4月、北米の独立リーグであるアメリカン・アソシエーションのカンザスシティ・ティーボーンズと契約。5月15日にアトランティックリーグのニューブリテン・ビーズに移籍。オフはオーストラリアン・ベースボールリーグのシドニー・ブルーソックスでプレー。
2019年4月2日にニューブリテン・ビーズと再契約。
2020年6月29日にメキシカンリーグのタバスコ・キャトルメンと契約したが、新型コロナウイルスの感染拡大の影響でシーズン中止となったため、公式戦での出場は無かった。
2021年5月27日にアトランティックリーグのガストニア・ハニーハンターズと契約。6月20日にメキシカンリーグのラグナ・ユニオン・コットンファーマーズに移籍したが、12試合に出場して打率.182、2本塁打、4打点に終わり、7月5日に自由契約となった。7月9日にガストニア・ハニーハンターズに復帰した。
2022年はアメリカン・アソシエーションのリンカーン・ソルトドッグスと選手兼任コーチとして契約した。
2023年9月に、古巣のガストニア・ハニーハンターズに復帰した。シーズン終了後に退団した。

## 選手としての特徴・人物
広角に打ち分ける柔軟なバットコントロール、選球眼の良さと勝負強さが魅力の中距離打者。主に一塁を守るが、三塁や左翼もこなす。
試合では2種類のバットを使い分けており、「黒色が軽くて白色が重いんだ。ゲームの最初で体の状態がいい時は重めを使って、ちょっと疲れてきたら軽めを使ったりしていくつもりだよ」と語っている。
陽気で人懐っこい性格で、阪神時代はすぐにチームに溶け込んだ。
日本食ではたこ焼きを苦手としている。

## 詳細情報

### 年度別打撃成績
| 年 度    | 球 団    | 試 合 | 打 席 | 打 数 | 得 点 | 安 打 | 二 塁 打 | 三 塁 打 | 本 塁 打 | 塁 打 | 打 点 | 盗 塁 | 盗 塁 死 | 犠 打 | 犠 飛 | 四 球 | 敬 遠 | 死 球 | 三 振 | 併 殺 打 | 打 率 | 出 塁 率 | 長 打 率 | O P S |
| -------- | -------- | ----- | ----- | ----- | ----- | ----- | -------- | -------- | -------- | ----- | ----- | ----- | -------- | ----- | ----- | ----- | ----- | ----- | ----- | -------- | ----- | -------- | -------- | ----- |
| 2014     | MIL      | 8     | 10    | 9     | 0     | 1     | 1        | 0        | 0        | 2     | 0     | 0     | 0        | 0     | 0     | 1     | 0     | 0     | 1     | 0        | .111  | .200     | .222     | .422  |
| 2015     | MIL      | 86    | 169   | 152   | 22    | 45    | 6        | 2        | 4        | 67    | 16    | 0     | 0        | 0     | 0     | 15    | 0     | 2     | 34    | 2        | .296  | .367     | .441     | .808  |
| 2016     | PIT      | 23    | 33    | 25    | 2     | 2     | 0        | 1        | 0        | 4     | 2     | 0     | 0        | 0     | 0     | 7     | 0     | 1     | 9     | 1        | .080  | .303     | .160     | .463  |
| 2017     | 阪神     | 40    | 140   | 123   | 15    | 31    | 7        | 0        | 5        | 53    | 23    | 0     | 0        | 0     | 2     | 15    | 0     | 0     | 26    | 6        | .252  | .329     | .431     | .759  |
| MLB：3年 | MLB：3年 | 117   | 212   | 186   | 24    | 48    | 7        | 3        | 4        | 73    | 18    | 0     | 0        | 0     | 0     | 23    | 0     | 3     | 44    | 3        | .258  | .349     | .392     | .742  |
| NPB：1年 | NPB：1年 | 40    | 140   | 123   | 15    | 31    | 7        | 0        | 5        | 53    | 23    | 0     | 0        | 0     | 2     | 15    | 0     | 0     | 26    | 6        | .252  | .329     | .431     | .759  |

- 2018年度シーズン終了時

### 年度別守備成績
| 年 度 | 球 団 | 一塁（1B） | 一塁（1B） | 一塁（1B） | 一塁（1B） | 一塁（1B） | 一塁（1B） | 三塁（3B） | 三塁（3B） | 三塁（3B） | 三塁（3B） | 三塁（3B） | 三塁（3B） | 左翼（LF） | 左翼（LF） | 左翼（LF） | 左翼（LF） | 左翼（LF） | 左翼（LF） |
| 年 度 | 球 団 | 試 合      | 刺 殺      | 補 殺      | 失 策      | 併 殺      | 守 備 率   | 試 合      | 刺 殺      | 補 殺      | 失 策      | 併 殺      | 守 備 率   | 試 合      | 刺 殺      | 補 殺      | 失 策      | 併 殺      | 守 備 率   |
| ----- | ----- | ---------- | ---------- | ---------- | ---------- | ---------- | ---------- | ---------- | ---------- | ---------- | ---------- | ---------- | ---------- | ---------- | ---------- | ---------- | ---------- | ---------- | ---------- |
| 2014  | MIL   | 4          | 12         | 0          | 1          | 1          | .923       | -          | -          | -          | -          | -          | -          | -          | -          | -          | -          | -          | -          |
| 2015  | MIL   | 24         | 209        | 10         | 1          | 12         | .995       | 3          | 1          | 1          | 3          | 0          | .400       | 3          | 0          | 0          | 0          | 0          | .          |
| 2016  | PIT   | 5          | 20         | 0          | 0          | 3          | 1.000      | 4          | 1          | 1          | 0          | 0          | 1.000      | -          | -          | -          | -          | -          | -          |
| 2017  | 阪神  | 34         | 237        | 19         | 1          | 17         | .996       | -          | -          | -          | -          | -          | -          | -          | -          | -          | -          | -          | -          |
| MLB   | MLB   | 33         | 241        | 10         | 2          | 16         | .992       | 7          | 2          | 2          | 3          | 0          | .571       | 3          | 0          | 0          | 0          | 0          | .---       |
| NPB   | NPB   | 34         | 237        | 19         | 1          | 17         | .996       | -          | -          | -          | -          | -          | -          | -          | -          | -          | -          | -          | -          |

- 2018年度シーズン終了時

### 記録
MLB初記録
- 初出場：2014年9月2日、対シカゴ・カブス戦（リグレー・フィールド）、7回表2死にトム・ゴーゼラニーの代打で出場
- 初打席・初安打：同上、ウェズリー・ライトから右前二塁打
- 初先発出場：2014年9月25日、対シンシナティ・レッズ戦（グレート・アメリカン・ボール・パーク）、7番・一塁手で出場
- 初本塁打・初打点：2015年5月9日、対シカゴ・カブス戦（ミラー・パーク）、5回裏にフィル・コークから中越3ラン

NPB初記録
- 初出場・初先発出場：2017年7月18日、対広島東洋カープ13回戦（阪神甲子園球場）、3番・一塁手で先発出場
- 初打席：同上、1回裏に大瀬良大地から遊撃ゴロ
- 初安打・初打点：同上、8回裏に中﨑翔太から中前2点適時打
- 初本塁打：2017年7月21日、対東京ヤクルトスワローズ13回戦（明治神宮野球場）、4回表にデービッド・ブキャナンから左越2ラン

### 背番号
- 15 （2014年 - 2016年）
- 48 （2017年途中 - 同年終了）

### 登場曲
- 「Panda」Desiigner
  - 外見や行動から「Panda（パンダ）」という愛称が付いていることにちなんで、メジャーリーガー時代から登場曲に使用[36]。